# 魏取
魏取（？—？），中国春秋時代晋国的武将、政治家，魏氏第六代领袖。姬姓，魏氏，名取、谥号简。魏献子魏舒之子（司馬遷. . .  [-61].称魏襄子魏曼多是魏献子之子）。史称魏简子。魏取死后，儿子襄子魏曼多继位。
| 前任： 魏献子 | 魏氏家族首领 | 繼任： 魏襄子 |